# Iscrizione di Shugborough

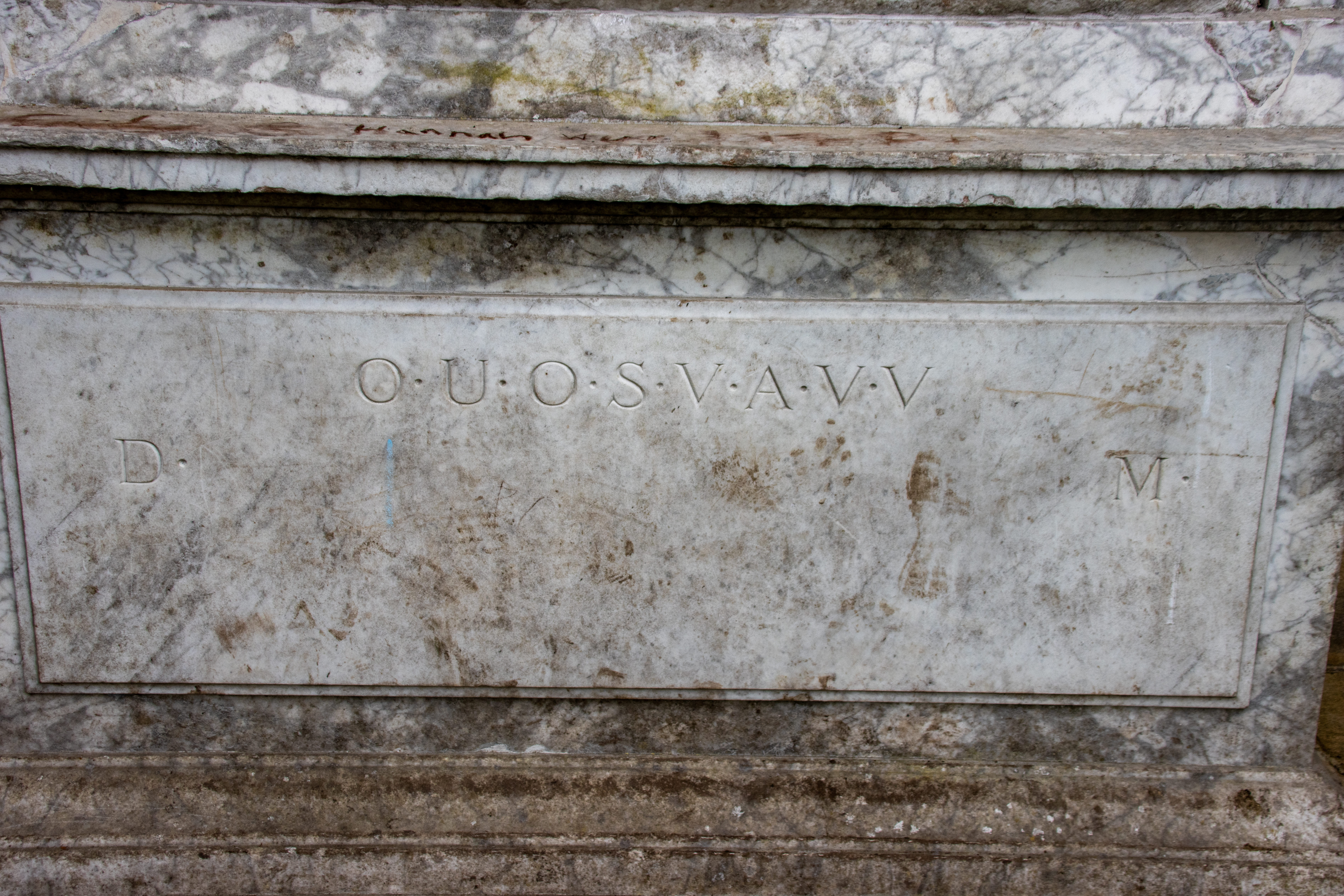
L'iscrizione contenente la misteriosa sequenza di lettere "O U O S V A V V" tra le lettere "D" ed "M".

L'iscrizione di Shugborough (in inglese: Shugborough House inscription) è una sequenza di lettere incisa su un monumento del XVIII secolo situato nella storica residenza neoclassica Shugborough Hall, nel villaggio di Great Haywood nel Regno Unito. È nota per non essere stata ancora decifrata, acquisendo la nomea di uno dei più grandi misteri della crittografia degli ultimi secoli.

## Storia

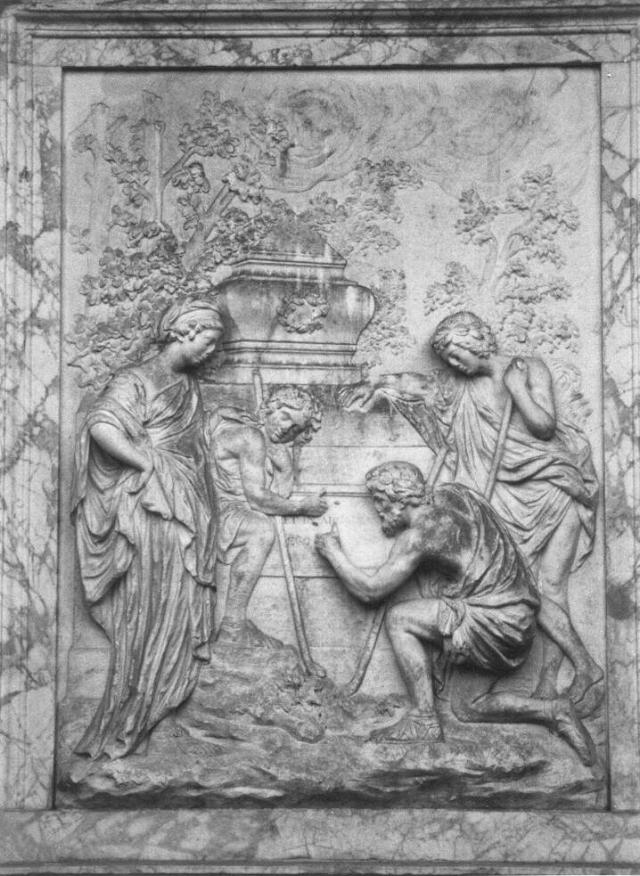
Il rilievo

Il monumento venne commissionato dal membro della Camera dei Comuni, viaggiatore e architetto dilettante Thomas Anson e fu costruito tra il 1748 e il 1756.
La parte esterna presenta un portico con due colonne in stile dorico che sorreggono una trabeazione decorata con dei fregi comprendenti tre metope raffiguranti una corona d'alloro e due volti: un uomo che sorride e un altro con delle corna da caprone e i tratti somatici che sembrano ricordare quelli del Dio greco Pan. All'interno del portico vi è un arco nel quale è presente un rilievo raffigurante una copia specchiata del dipinto Pastori dell'Arcadia di Nicolas Poussin. In esso sono rappresentati una donna e tre uomini, questi ultimi osservano una tomba nella quale è presente un epitaffio in latino che recita: "ET IN ARCADIA EGO" (in italiano: "Sono anche nell'Arcadia). Il rilievo presenta, inoltre, un sarcofago aggiuntivo riposto sopra la tomba totalmente assente nella versione originale dipinta da Poussin.
Sotto il rilievo è presente una placca di pietra sulla quale è incisa un'iscrizione riportante le lettere: "O U O S V A V V" contenuta tra le lettere "D" ed "M" riportate in una linea inferiore. Il significato della prima riga non è mai stato compreso in maniera certa mentre, le lettere "D" ed "M" potrebbero, con buona probabilità, riferirsi alla sigla Dis Manibus.

## Teorie e possibili interpretazioni

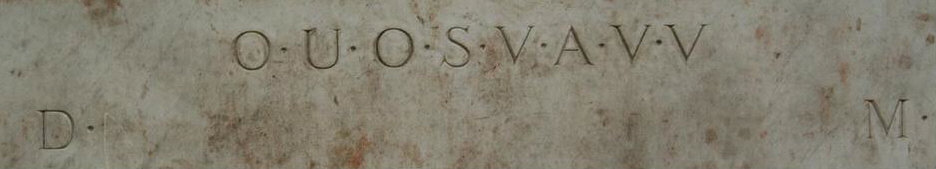
Dettaglio dell'inscrizione

Sono stati fatti molti tentativi per cercare di decifrare l'iscrizione, però senza risultati soddisfacenti. La National Trust, attuale proprietaria della Shugborough Hall, ha dichiarato di essere completamente scettica riguardo alle teorie proposte.

### Teoria delle iniziali latine
- Nel 1951, lo scrittore Oliver Stonor ha ipotizzato che le otto lettere potessero essere una dedica dell'ammiraglio George Anson alla moglie deceduta e che, quindi, altro non sarebbero che l'abbreviazione di: Optimae Uxoris Optimae Sororis Viduus Amantissimus Vovit Virtutibus (Il vedovo amantissimo dedica [questo] alle virtù dell'ottima moglie e ottima sorella).[5] Nonostante questa teoria fosse, inizialmente, ben apprezzata, venne successivamente respinta per via della grammatica non corretta della frase che appare molto forzata.[6]
- Il linguista Steve Regimbal ha interpretato le lettere come: Orator Ut Omnia Sunt Vanitas Ait Vanitas Vanitatum («Vanità delle vanità», dice il Predicatore, «tutto è vanità»), versi del Qoelet contenuto nella Bibbia.[7]
- Il linguista Keith Massey ha interpretato le lettere come le iniziali di: Oro Ut Omnes Sequantur Viam Ad Veram Vitam (Io sono la via, la verità e la vita. Nessuno viene al Padre se non per mezzo di me), versi biblici del vangelo secondo Giovanni.[5]

### Teoria del codice cifrato
- Dave Ramsden suggerì che il monumento fosse un altare funerario dedicato ad una pastorella morta, il cui nome è cifrato nelle lettere riportate sulla lastra di pietra.[8]
- Lo scrittore George Edmunds scrive nella sua opera Il tesoro di Anson che il monumento potrebbe far parte di un più complesso codice cifrato che nasconderebbe al suo interno le coordinate per raggiungere un'ipotetica isola dove sembra sia nascosto un tesoro che il condottiero tolse dalle mani degli spagnoli.[9]

### Teoria delle iniziali inglesi
- La contessa di Lichfield, appoggiando l'idea che il monumento fosse dedicato alla moglie deceduta di Anson, ha ipotizzato che l'iscrizione si riferisca ai versi di un poema che racconta la storia di una pastorella romana chiamata Alice che aiutò i pagani a convertirsi al cristianesimo. Le iniziali indicano: Out Your Own Sweet Vale, Alicia, Vanishes Vanity. Twixt Deity and Man Thou, Shepherdess, The Way. Quest'ipotesi non ha mai avuto tanto sostegno per via della totale assenza di fonti in relazione ai versi sopra citati.[7]
- A. J. Morton fa notare come le lettere possano essere associate alle iniziali dei residenti della villa all'inizio del XIX secolo. Le iniziali quindi corrisponderebbero a: Orgreave United with Overley and Shugborough, Viscount Anson Venables Vernon.[10]